# Boungnang Vorachit
Bounnhang Vorachith (en lao : ທ່ານ ບຸນຍັງ ວໍລະຈິດ), né le 15 août 1937 dans le district de Thapanthong, est un homme d'État laotien, membre du Parti révolutionnaire populaire lao, président du Conseil des ministres de 2001 à 2006 puis président de la République de 2016 à 2021.

## Biographie
Originaire de la province de Savannakhet, dans le sud du pays, il fait des études d'économie politique au Viêt Nam, avant de rejoindre le mouvement révolutionnaire communiste en 1952. Gouverneur de sa province d'origine de 1982 à 1992, puis maire de Vientiane entre 1993 et 1996, il devient député après le 6e congrès du Parti révolutionnaire populaire lao en 1996, puis ministre des Finances.
Lors du 7e congrès du Parti, en mars 2001, il est nommé Premier ministre, en remplacement de Sisavath Keobounphanh, membre historique du Parti et favorable aux « relations spéciales » avec le Viêt Nam. La nomination de Bounnhang Vorachith marque pour le pays une volonté d'ouverture, notamment avec la Chine, et une distance vis-à-vis des relations bilatérales avec le Viêt Nam, même s’il a fait partie de 1996 à 2001 de la commission pour la coopération lao-vietnamienne.
Il est élu vice-président de la République le 8 juin 2006, Bouasone Bouphavanh le remplaçant au poste de président du Conseil, puis est réélu en juin 2011. Le 20 avril 2016, il est élu président de la République en remplacement de Choummaly Sayasone.
En janvier 2021, il quitte le secrétariat général du Parti révolutionnaire populaire lao puis le poste de président de la République le 22 mars suivant. Il est remplacé dans ces deux fonctions par Thongloun Sisoulith.

## Liens
- Notices dans des dictionnaires ou encyclopédies généralistes :   - Britannica
  - Brockhaus
  - Store norske leksikon
  - Treccani